# Reabilitare (Uniunea Sovietică)
Reabilitarea (judiciară), (în limba rusă: реабилитация din limba latină: rehabilitate), este restaurarea bunului nume, anularea învinuirilor nejustificate ale unei persoane nevinovate sau a unui grup de persoane ca urmare a „absenței circumstanțelor criminale”. Reabilitarea diferă de amnistie și de grațiere. 
Erorile judiciare au existat în toate timpurile istorice și la toate popoarele, iar reabilitarea a fost cunoscută din cele mai vechi timpuri. Reabilitarea este prin urmare un proces care privește victimele represiunilor politice (sau de altă natură) nejustificate, a genocidului, executate în sistemul administrativ, judiciar și extrajudiciar.
Din punct de vedere istoric, termenul „reabilitare” își are originea din instituția medievală franceză a amnistierii condamnaților, urmată de restaurarea drepturilor sau privilegiilor trecute. .
Dreptul sovietic definea termenul „reabilitare” ca reinstaurarea stării de nevinovăție, care a fost afectată în mod nejustificat de răspunderea penală. .
Codul de procedură penală al Federației Ruse definește „reabilitarea” la art. 34.5 ca ordinul de restaurare a drepturilor și libertăților persoanei supuse ilegal sau nejustificat condamnării penale și compensarea daunelor produse sau în legătură cu condamnării ilegale sau nejustificate (art. 35.5) ).
Termenul „reabilitare” a fost folosit în Uniunea Sovietică cu precădere în timpul lui Nichita Hrușciov în special în legătură cu procesul de reablitare a victimelor epurărilor staliniste, deși, în cazul celor mai  multe dintre ele, a fost vorba de un proces postum. 
Procesele de reabilitare a pesoanelor condamnate pe nedrept în URSS a început în 1953 - 1954. Au fost casate deciziile ilegale de deportare în Gulag, de strămutrare forțată și au fost casate condamnările politice ilegale ale organelor extrajudiciare precum OGPU sau NKVD. Pe la sfârșitul deceniului al șaptelea, numărul persoanelor reabilitate a scăzut treptat, unul dintre motive fiind și politica totalitaristă renăscută a statului sovietic. .
Procesul de reabilitare a continuat totuși la o scară mai redusă. Prin hotărârea din 11 iulie 1988, Biroul politic al CC al PCUS împuternicea Procuratura URSS și KGB-ul ca, împreună cu autoritățile locale, să continue munca de revizuire a dosarelor persoanelor victime ale represiunilor din deceniile al patrulea, cincelea și începutul celui de-al șaselea, eliminându-se condiția prezenței declarațiilor de reabilitare sau a plângerilor cetățenilor îndreptățiți să ceară reabilitarea. 

Prin decretul Sovietului Suprem al URSS din 16 ianurie 1989 au fost casate deciziile extrajudiciare care au fost promulgate în perioada deceniilor al patrulea – al șaselea de către  „troicile NKVD”. Toți cetățenii care au fost victime ale represaliilor din partea organelor statului au fost reabilitate, făcând totuși excepție trădătorii de țară, criminalii de război naziști și criminalii de drept comun. 
În conformitate cu evidențele biroului procurorului general al Federației Ruse și ale Ministerului de Interne al Federației Ruse, până la 1 ianurie 2002 au fost reabilitate peste 4 milioane de cetățeni. 
Atât Federația Rusă, cât și Ucraina  au promulgat propriile lor legi pentru reabilitarea victimelor represiunii politice, care asigură bazele legale ale continuării procesului de reabilitare a victimelor stalinismului. 